# Rostrenen

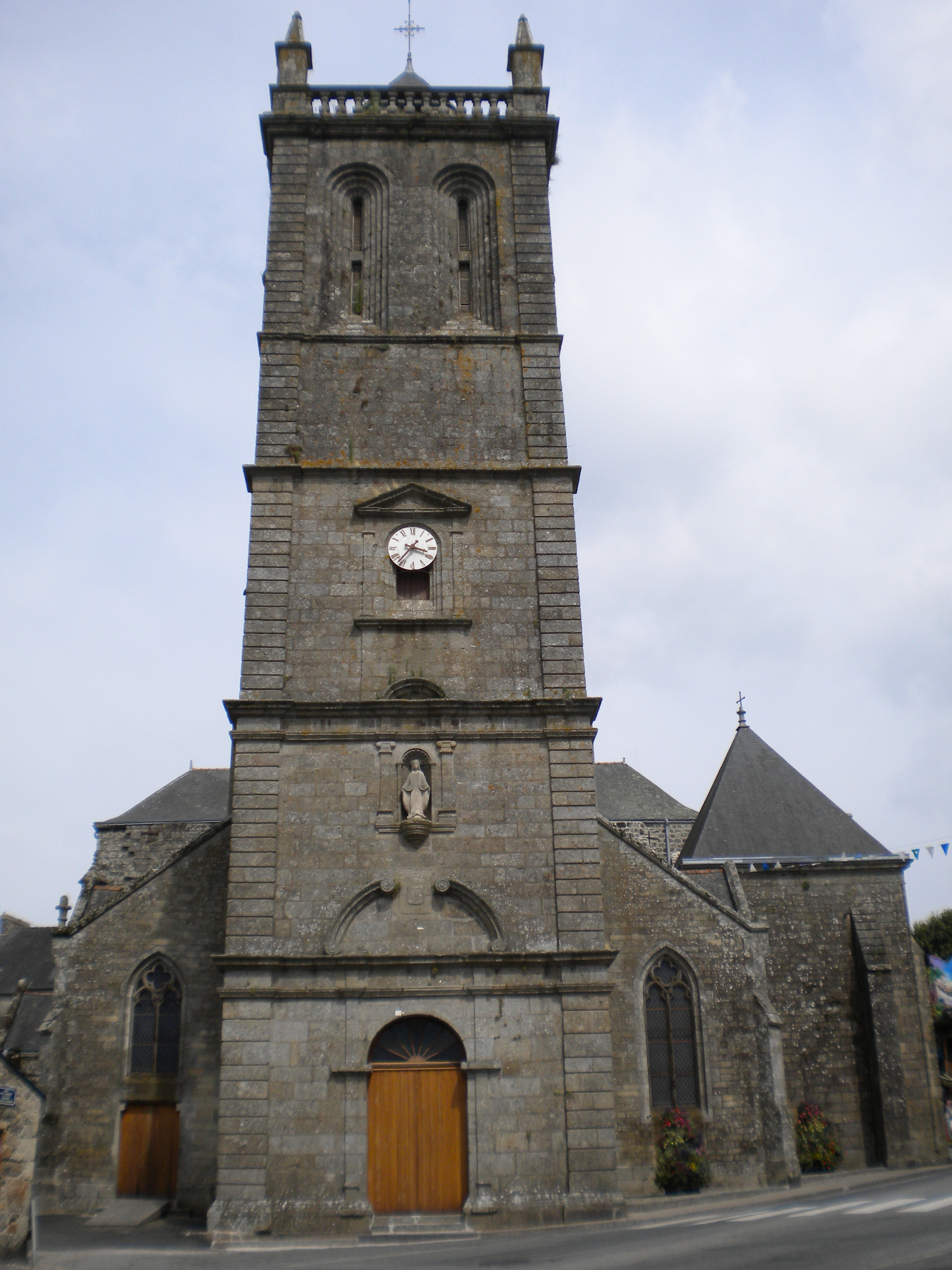
Kirche Notre-Dame-du-Roncier

Rostrenen ist eine französische Gemeinde mit 3282 Einwohnern (Stand 1. Januar 2022) im Département Côtes-d’Armor in der Region Bretagne; sie gehört zum Arrondissement Guingamp und zum Kanton Rostrenen. Die Gemeinde gehört dem Kommunalverband Communauté de communes du Kreiz-Breizh an.
Der Ort nimmt für sich in Anspruch, in Frankreich der mit den meisten Regentagen zu sein.

## Geschichte
Rostrenen heißt auf bretonisch „Brombeerhügel“ – der Überlieferung nach wurde die Holzfigur der Jungfrau Maria, die sich in der Kirche des Ortes befindet, in einer Brombeerhecke gefunden. Bei einer jährlichen Prozession (15. August – Mariä Himmelfahrt) wird sie unter freiem Himmel gezeigt. Die Pilgerfahrt anlässlich dieser Prozession ist eine der am meisten besuchten in der Bretagne.
| Bevölkerungsentwicklung | Bevölkerungsentwicklung | Bevölkerungsentwicklung | Bevölkerungsentwicklung | Bevölkerungsentwicklung | Bevölkerungsentwicklung | Bevölkerungsentwicklung | Bevölkerungsentwicklung | Bevölkerungsentwicklung |
| ----------------------- | ----------------------- | ----------------------- | ----------------------- | ----------------------- | ----------------------- | ----------------------- | ----------------------- | ----------------------- |
| Jahr                    | 1968                    | 1975                    | 1982                    | 1990                    | 1999                    | 2007                    | 2016                    |                         |
| Einwohner               | 3658                    | 3875                    | 3868                    | 3664                    | 3598                    | 3392                    | 3062                    |                         |

## Sehenswürdigkeiten
Siehe auch: Liste der Monuments historiques in Rostrenen
- Die Kirche Notre-Dame-du-Roncier wurde im 13. Jahrhundert erbaut. Eine Seitenpforte ist seit 1913 Monument historique.
- Die Kapelle Loc Maria stammt aus dem 14. Jahrhundert. Seit 1964 ist sie Monument historique.
- Das Manoir de Kampostal ist ein Herrenhaus aus dem 16. Jahrhundert.

## Städtepartnerschaft
Partnerstadt von Rostrenen ist Kanturk im irischen County Cork.

## Persönlichkeiten
- Christophe Honoré (* 1970), Schriftsteller und Regisseur, wuchs in Rostrenen auf.

## Nachweise
1. ↑  INSEE Erhebung 2007 (Seite nicht mehr abrufbar, festgestellt im Mai 2019. Suche in Webarchiven)  Info: Der Link wurde automatisch als defekt markiert. Bitte prüfe den Link gemäß Anleitung und entferne dann diesen Hinweis.